# Dieter Eckstein
Dieter Eckstein (Kehl, 1964. március 12. –) Európa-bajnoki bronzérmes nyugatnémet válogatott német labdarúgó, csatár, edző.

## Pályafutása

### Klubcsapatban
1970-ben a Kehler FV csapatában kezdte a labdarúgást, majd 1983-ban az 1. FC Nürnberg korosztályos csapatában folytatta. Itt 1984-ben mutatkozott be az első csapatban, ahol 1988-ig szerepelt. 1988 és 1991 között az Eintracht Frankfurt labdarúgója volt. Ezt követően két idényre visszatért a nürnbergi klubhoz. 1993 és 1995 között a Schalke 04 csapatában szerepelt. 1995-ben egy rövid ideig az angol West Ham United játékosa volt, majd egy idényre hazatért a Waldhof Mannheim együtteséhez. 1996-ban a svájci FC Winterthur, 1996 és 1998 között az FC Augsburg labdarúgója volt. Ezt követően alacsonyabb osztályú együttesekben szerepelt. 1998 és 2001 között az SG Post/Süd Regensburg, az SV Heidingsfeld, a TSV Neusäß és az FC Erzberg-Wörnitz csapataiban játszott. 2004-ben az FSV Weißenbrunn, 2005-ben a TSV Burkersdorf játékosa volt.
2011. július elsején egy jótékonysági mérkőzésen szerepelt a VfR Regensburg amatőr csapatában, amikor szívelégtelenség lépett fel nála és kómába esett. A regensburgi egyetemi kórházba szállították, ahol az állapotát stabilizálták. Az eset végül semmilyen maradandó károsodást nem okozott Ecksteinnek.

### A válogatottban
1985 és 1986 között hétszer szerepelt az NSZK U21-es válogatottjában és négy gólt szerzett. 1986 és 1988 között hét alkalommal szerepelt a nyugatnémet válogatottban. és tagja volt 1988-as Európa-bajnoki bronzérmes csapatnak. 1987 és 1988 között háromszoros olimpiai válogatott volt.

## Sikerei, díjai
NSZK
- Európa-bajnokság
  - bronzérmes: 1988, NSZK